# Poul Elming
Poul Elming (Aalborg, Dinamarca, 1949) es un tenor danés, destacado como cantante wagneriano.
Comenzó como barítono en la Ópera de Jutlandia en 1979 pasando luego a la Opera Real de Dinamarca como Eugene Onegin, Malatesta, Posa, Germont y otros pero saltó a la fama como tenor heroico en obras de Richard Wagner desde 1989 en el Festival de Bayreuth y la Staatsoper Unter den Linden en las producciones de La Valquiria (como Siegmund) y Parsifal, papeles que ha cantado en Covent Garden, Metropolitan Opera, Deutsche Oper Berlin, Wiener Staatsoper, Hannover, Ópera de París, Ámsterdam, Dresde, Chicago, la Ópera de San Francisco, Múnich, Birminghan, etc.
Otros personajes incluyen Max de Der Freischütz, Lohengrin, Idomeneo, Loge en El oro del Rhin, Melot en Tristan und Isolde, Egisto en Elektra y en óperas escandinavas como Antikrist de Langgaards y Dorg ot Marks de Heise.

## Discografía
- Heise: Drot Og Marsk / Schonwandt, Elming, Norup, Westi
- Gade: Elverskud, Echoes Of Ossian Overture / Kitajenko
- Langgaard: Antikrist / Dausgaard, Byriel, Dahl, Elming
- Nielsen: Maskarade / Milling, Resmark, Schonwandt
- Ruders: The Handmaid's Tale / Schonwandt, Rotholm, Et Al
- Wagner: Die Walküre / Barenboim, Bayreuther Festspiele
- Wagner: Parsifal / Barenboim, Berlin Staatsoper
- Wagner: Tristan und Isolde (Melot) / Barenboim, Bayreuther Festspiele